# Mario Eduardo Dorsonville-Rodríguez
Mario Eduardo Dorsonville-Rodríguez (Bogotà, 31 ottobre 1960 – Kenner, 19 gennaio 2024) è stato un vescovo cattolico colombiano naturalizzato statunitense.

## Biografia
Mario Eduardo Dorsonville-Rodríguez nacque a Bogotà il 31 ottobre 1960 da Carlos J. Dorsonville e Leonor M. Rodríguez.

### Formazione e ministero sacerdotale
Compì gli studi per il sacerdozio presso il seminario teologico di Bogotà dove conseguì il baccalaureato in filosofia nel 1981 e in sacra teologia nel 1985 con una tesi intitolata "El profeta Oseas: dos lecturas de su libro (punto de vista poetico y punto de vista social)".
Il 23 novembre 1985 fu ordinato presbitero per l'arcidiocesi di Bogotà nella cattedrale arcidiocesana da monsignor Mario Revollo Bravo. In seguito fu vicario parrocchiale della parrocchia del Cuore Immacolato di Maria a Bogotà dal 1986 al 1987, parroco della parrocchia di San Giuseppe Calasanzio a Bogotà dal 1987 al 1991, cappellano della scuola secondaria "Nostra Signora della Consolazione" dal 1987 al 1988, cappellano associato dell'Università Nazionale della Colombia a Bogotà dal 1988 al 1991. Presso lo stesso ateneo fu anche professore di etica. Nel 1991 ottenne la licenza in sacra teologia presso la Pontificia Università Saveriana di Bogotà con un elaborato intitolato Curso electivo de etica profesional.
Nel 1992 venne inviato a Washington per studiare all'Università Cattolica d'America. Prestò servizio come vicario parrocchiale delle parrocchie del Buon Pastore ad Alexandria e di Cristo Redentore a Sterling dal 1992 al 1994. Inoltre, tenne delle conferenze presso l'Inter-American Development Bank di Washington e presso l'Institute for Hispanic Pastoral Studies della diocesi di Arlington.
Nel 1995 interruppe gli studi accademici per tornare in Colombia. Per un anno fu cappellano e professore di etica degli affari presso l'Università Nazionale della Colombia a Bogotà e la Pontificia Università Saveriana e professore di consulenza pastorale e catechesi presso il seminario maggiore dell'arcidiocesi.
Nel 1996 tornò a Washington per completare il dottorato in ministero presso l'Università Cattolica d'America. Lo stesso anno difese la sua dissertazione intitolata "Evaluation of a program of formation for hispanic lay leaders of the hispanic communities in the diocese of Arlington". Fu vicario parrocchiale della parrocchia di San Giuseppe ad Arlington nel 1996 e della parrocchia di Nostra Signora di Lourdes a Bethesda dal 1997 al 2004.
Decise quindi di vivere stabilmente negli Stati Uniti d'America e nel 1999 venne incardinato nell'arcidiocesi di Washington. In seguito fu vicario parrocchiale della parrocchia di San Marco evangelista a Hyattsville dal 2004 al 2005, direttore dello Spanish Catholic Center e vicepresidente per le missioni di Catholic Charities dal 2005 e direttore spirituale aggiunto presso il seminario "Giovanni Paolo II" di Washington dal 2011. Nel 2009 conseguì un certificato esecutivo in gestione delle organizzazioni senza scopo di lucro presso il Public Policy Institute dell'Università di Georgetown a Washington.
Fu membro del consiglio di amministrazione della Carroll Publishing Company dal 2000 al 2003, del consiglio presbiterale dal 2000 al 2015 e del collegio dei consultori dal 2011 al 2015. Svolse anche l'incarico di mentore dei neo-sacerdoti dal 2010 al 2011.

### Ministero episcopale

Stemma di monsignor Dorsonville-Rodríguez come vescovo ausiliare di Washington.

Il 20 marzo 2015 papa Francesco lo nominò vescovo ausiliare di Washington e titolare di Kearney. Ricevette l'ordinazione episcopale il 20 aprile successivo nella cattedrale di San Matteo a Washington dal cardinale Donald William Wuerl, arcivescovo metropolita di Washington, co-consacranti il cardinale Óscar Andrés Rodríguez Maradiaga, arcivescovo metropolita di Tegucigalpa, e l'arcivescovo metropolita di Baltimora William Edward Lori. Prestò servizio come vicario generale e moderatore dei ministeri etnici.
Nel dicembre del 2019 compì la visita ad limina.
Il 29 febbraio 2020 tenne un'audizione sui rifugiati da parte della sottocommissione per l'immigrazione e la cittadinanza presso la Camera dei rappresentanti degli Stati Uniti. Fece queste osservazioni: "Oggi sono qui per fare eco al messaggio del Santo Padre: riconoscere che dobbiamo in ogni momento, ma in particolare in questo momento di grande turbolenza globale, riconoscere i più vulnerabili e accoglierli nella misura in cui possiamo".
Il 20 agosto 2021 rilasciò una dichiarazione in cui invitò l'amministrazione Biden ad affrontare l'afflusso di rifugiati creato dall'avanzata talebana verificatasi in quel mese in Afghanistan. Il 29 settembre dello stesso anno, durante un'omelia, Dorsonville chiese ai parrocchiani di impegnarsi attivamente nell'aiutare i rifugiati afghani.
Il 1º febbraio 2023 papa Francesco lo nominò vescovo di Houma-Thibodaux. Prese possesso della diocesi il 29 marzo successivo.
Morì a Kenner alle 18:50 del 19 gennaio 2024 all'età di 63 anni a causa di complicazioni di salute legate a una malattia del fegato scoperta l'anno precedente. Le esequie si tennero il 1º febbraio alle ore 14 nella concattedrale di San Giuseppe a Thibodaux e furono presiedute da monsignor Gregory Michael Aymond, arcivescovo metropolita di New Orleans. L'omelia venne pronunciata dal cardinale Donald William Wuerl, arcivescovo emerito di Washington. Al termine del rito fu sepolto nel cortile dello stesso edificio.

## Genealogia episcopale
La genealogia episcopale è:
- Cardinale Scipione Rebiba
- Cardinale Giulio Antonio Santori
- Cardinale Girolamo Bernerio, O.P.
- Arcivescovo Galeazzo Sanvitale
- Cardinale Ludovico Ludovisi
- Cardinale Luigi Caetani
- Cardinale Ulderico Carpegna
- Cardinale Paluzzo Paluzzi Altieri degli Albertoni
- Papa Benedetto XIII
- Papa Benedetto XIV
- Papa Clemente XIII
- Cardinale Enrico Benedetto Stuart
- Papa Leone XII
- Cardinale Chiarissimo Falconieri Mellini
- Cardinale Camillo Di Pietro
- Cardinale Mieczysław Halka Ledóchowski
- Cardinale Jan Maurycy Paweł Puzyna de Kosielsko
- Arcivescovo Józef Bilczewski
- Arcivescovo Bolesław Twardowski
- Arcivescovo Eugeniusz Baziak
- Papa Giovanni Paolo II
- Cardinale Donald William Wuerl
- Vescovo Mario Eduardo Dorsonville-Rodríguez